# Thomas Beth

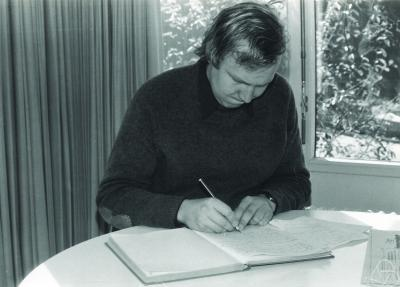
Thomas Beth (1972)

Thomas Beth (* 16. November 1949 in Hannover; † 17. August 2005 in Karlsruhe) war ein deutscher Mathematiker, der sich mit Informatik und Kombinatorik beschäftigte.

## Leben und Wirken
Thomas Beth studierte 1968 bis 1973 Mathematik (sowie Physik und Medizin) an der Universität Göttingen. Danach war er 1973/74 Stipendiat des DAAD an der Ohio State University und ab 1974 wissenschaftlicher Mitarbeiter an der Universität Erlangen-Nürnberg, wo er 1978 bei Konrad Jacobs in Mathematik promoviert wurde. 1984 habilitierte er sich dort in Informatik und wurde 1984 Professor am Royal Holloway College der Universität London, wo er Leiter der Fakultät für Informatik und Statistik war und eine Kryptographie-Arbeitsgruppe aufbaute. 1985 wurde er Professor an der Universität Karlsruhe (TH), wo er Mitgründer (und Sprecher) des Instituts für Algorithmen und Kognitive Systeme war. Er war 1988 Gründer und Leiter des Europäischen Instituts für Systemsicherheit (EISS) und organisierte früh (1982) internationale Kryptographiekonferenzen in Burg Feuerstein, aus denen später die Eurocrypt-Konferenzen hervorgingen.
Beth befasste sich in seiner Habilitation mit Algorithmen der Fouriertransformation und danach mit Methoden der digitalen Signal- und Bildverarbeitung mit Anwendungen zum Beispiel in der Medizin. Danach beschäftigte er sich vor allem mit Kryptographie und zuletzt mit Quanteninformatik, für die er ein Schwerpunktprogramm der Deutschen Forschungsgemeinschaft (DFG) initiierte und eine Arbeitsgruppe leitete. Er initiierte auch ein neues interdisziplinäres Forschungsgebiet der Anthropomatik im Schnittpunkt von Medizin, Soziologie und Informatik.

## Schriften
- mit Peter Heß, Klaus Wirl: Kryptographie. Teubner, Stuttgart 1983, ISBN 3-519-02465-9.
- Verfahren der schnellen Fourier-Transformation. Teubner, Stuttgart 1984, ISBN 3-519-02363-6.
- mit Hanfried Lenz, Dieter Jungnickel: Design Theory. Bibliographisches Institut, Mannheim 1985, ISBN 3-411-01675-2 (neu in Encyclopedia of Mathematics. Cambridge University Press, 1999, 2 Bände).
- mit Gerd Leuchs (Hrsg.): Quantum Information Processing. Wiley-VCH, Weinheim 2003, ISBN 3-527-40371-X.
- Confidential communication on the internet. In: Scientific American. Band 273, Nr. 6, 1995 (englisch, scientificamerican.com).